# Heinrich Teitge
Heinrich August Gustav Teitge (* 16. Juli 1900 in Bielefeld; † 19. Juli 1974 in Bielefeld-Gadderbaum) war ein deutscher Mediziner, zur Zeit des Nationalsozialismus Hochschullehrer in Berlin und SS-Führer.

## Leben und Wirken
Teitge besuchte das Gymnasium in Düsseldorf und beendete seine Schullaufbahn im Rahmen der „Notreife“ Anfang Juli 1918 mit dem Abitur. Danach diente er als Arzthelfer noch kurzzeitig bei der Deutschen Armee im Ersten Weltkrieg. Anschließend gehörte er dem Freikorps Regiment Schuster an. Teitge absolvierte ab 1919  ein Studium der Medizin an den Universitäten Bonn, Düsseldorf und Würzburg, das er im Juni 1924 mit dem Staatsexamen abschloss. Ein Jahr später promovierte er zum Dr. med. Ab 1926 war er zunächst als Assistenzarzt an ersten medizinischen Klinik der Charité sowie am Physiologisch-chemischen Institut Berlin beschäftigt. Danach war er von 1933 bis 1936 Oberarzt am Krankenhaus Moabit und von Anfang November 1935 bis 1945 Direktor am Urbankrankenhaus. Teitge habilitierte sich 1936 in Berlin mit seiner Schrift: Die Ergebnisse meiner gastroskopischen Untersuchungen.

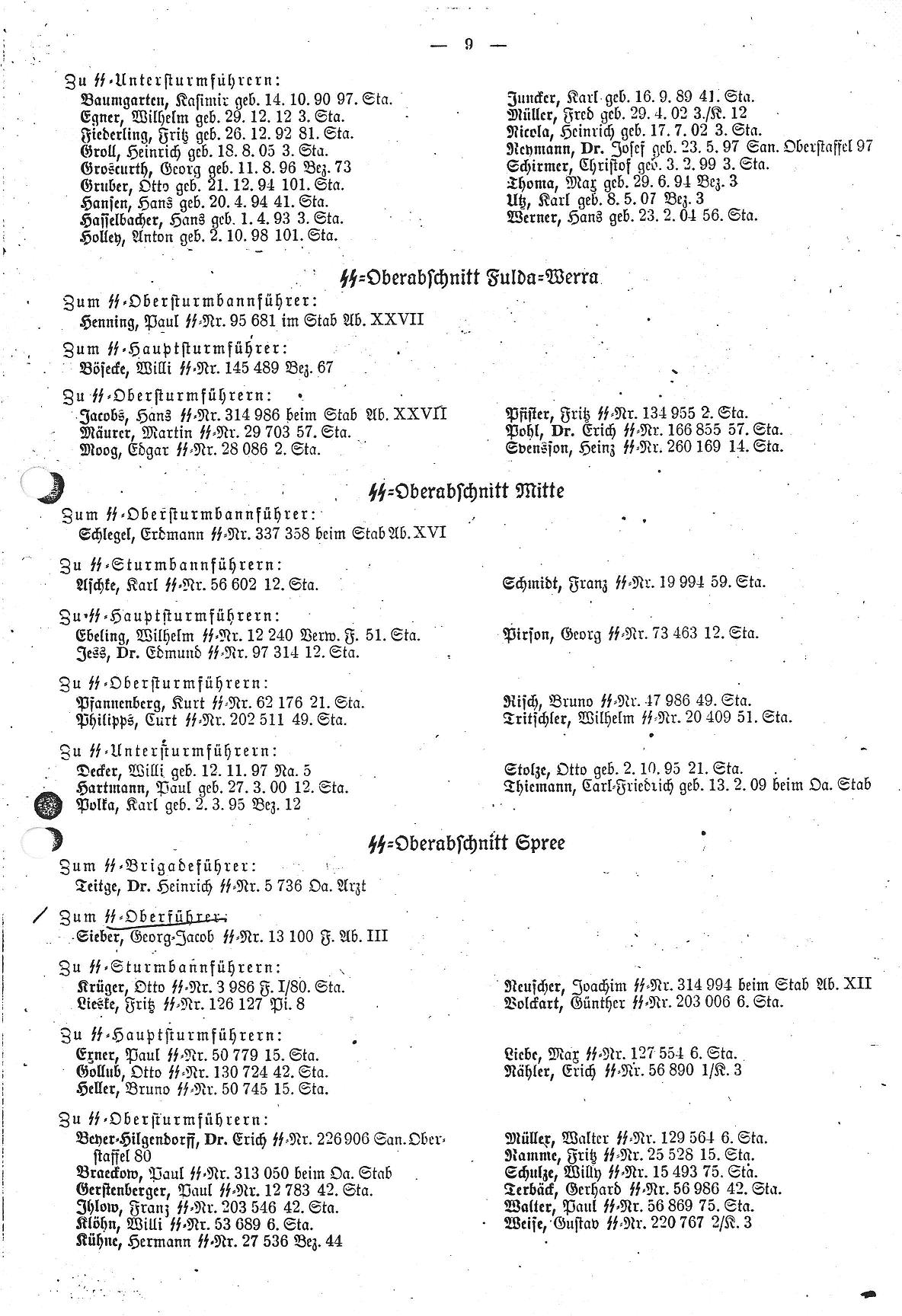
Beförderung zum SS-Brigadeführer an Hitlers Geburtstag 1942 im SS-Verordnungsblatt

Der NSDAP (Mitgliedsnummer 320.080) und SS (Mitgliedsnr. 5.736) trat Teitge 1930 bei. Bei der SS erreichte Teitge im April 1942 den Rang eines SS-Brigadeführers. Teitge war erster SS-Arzt in Berlin und bekleidete den Posten des SS-Oberabschnittsarztes Ost.
Nach Beginn des Zweiten Weltkrieges war Teitge ab 1940 Oberarzt an der Militärärztlichen Akademie und wurde im Juli 1941 noch außerordentlicher Professor in Berlin. Danach war Teitge ab dem 20. Januar 1943 letzter Hauptabteilungsleiter des Hauptamtes Gesundheit im deutsch besetzten Generalgouvernement (GG) und führte dort ab August 1943 den Titel Präsident. Zudem leitete er das DRK im GG. Ab 1944 bekleidete Teitge zudem das Amt des leitenden Arztes beim Höheren SS- und Polizeiführer Ost Wilhelm Koppe.
Nach Kriegsende verfasste Teitge als Zeuge der Verteidigung im Juni 1946 für den Angeklagten Hermann Pook eine schriftliche Aussage im Prozess Wirtschafts- und Verwaltungshauptamt der SS (USA vs. Oswald Pohl et al.) zur Position und Tätigkeit von SS-Ärzten.
Ab 1950 war Teitge leitender Arzt am evangelischen Krankenhaus Melle und von 1955 bis 1960 als Direktor Leiter der Paracelsusklinik in Marl.

## Schriften (Auswahl)
- Kurt Gutzeit, Heinrich Teitge: Die Gastroskopie. 2., ergänzte Auflage. Urban & Schwarzenberg, München 1954.